# Мэддисон, Джеймс
Джеймс Дэ́ниел Мэ́ддисон (англ. James Daniel Maddison; родился 23 ноября 1996, Ковентри, Англия) — английский футболист, полузащитник клуба «Тоттенхэм Хотспур» и национальной сборной Англии.

## Клубная карьера
Игрок начал свою футбольную карьеру в составе «Ковентри Сити», выступавшего в Первой лиге Англии. После успешного выступления за молодёжную команду клуба, 5 октября 2013 года футболист попал в заявку основной команды на игру со «Стивениджом». Дебют игрока за «Ковентри Сити» произошёл в следующем сезоне, Мэддисон вышел на замену в матче Кубка Футбольной лиги 2014/15 против «Кардифф Сити». Первый гол игрок забил 21 октября 2014 года в матче Первой лиги против «Олдем Атлетик».
В феврале 2016 года Мэддисон перешёл в «Норвич Сити», подписав с командой контракт на три с половиной года. Сразу после этого игрок вернулся в «Ковентри Сити» на правах аренды.
31 августа 2016 года футболист был отдан в полугодовую аренду в шотландский клуб «Абердин». В чемпионате Шотландии Мэддисон отыграл 14 матчей и забил 2 гола. В начале 2017 года футболист вернулся в «Норвич», первый матч за который сыграл 17 апреля. В матче Чемпионшипа против «Престон Норт Энд» Мэддисон вышел на замену и забил свой первый гол за «Норвич».
В сезоне 2017/18 Мэддисон стал игроком основного состава команды, приняв участие в 44 матчах Чемпионшипа и забив 14 голов. По итогам сезона Джеймс был признан лучшим игроком своей команды, а также вошёл в состав команды года Чемпионшипа по версии ПФА.
В конце июня 2018 года Мэддисон был подписан клубом «Лестер Сити», выступающим в Премьер-лиге. Сумма трансфера составила 25 миллионов фунтов, игрок заключил с командой пятилетний контракт. Первый гол за «Лестер» футболист забил 18 августа 2018 года, отличившись в домашнем матче английской Премьер-лиги против «Вулверхэмптон Уондерерс».
28 июня 2023 года перешёл в «Тоттенхэм Хотспур» за 40 млн фунтов.

## Карьера в сборной
В марте 2016 года Мэддисон был включён в состав сборной Англии до 20 лет, но не смог сыграть из-за травмы. Первый вызов в молодёжную сборную Англии игрок получил в ноябре 2017 года. 10 ноября вышел на замену в матче против сборной Украины в рамках квалификации к молодёжному чемпионату Европы 2019.
В 2019 году попал в заявку молодёжной сборной на чемпионат Европы. В третьем матче в группе против Хорватии он забил гол на 48-й минуте, а команды разошлись миром 3:3.

## Статистика выступлений

### Клубная статистика
По состоянию на 27 апреля 2025 года
| Выступление       | Выступление      | Выступление      | Лига | Лига | Кубки | Кубки | Еврокубки | Еврокубки | Прочие | Прочие | Итого | Итого |
| Клуб              | Лига             | Сезон            | Игры | Голы | Игры  | Голы  | Игры      | Голы      | Игры   | Голы   | Игры  | Голы  |
| ----------------- | ---------------- | ---------------- | ---- | ---- | ----- | ----- | --------- | --------- | ------ | ------ | ----- | ----- |
| Ковентри Сити     | Лига 1           | 2014/15          | 12   | 2    | 2     | 0     | 0         | 0         | 0      | 0      | 14    | 2     |
| Ковентри Сити     | Лига 1           | 2015/16          | 23   | 3    | 1     | 0     | 0         | 0         | 0      | 0      | 24    | 3     |
| Ковентри Сити     | Итого            | Итого            | 35   | 5    | 3     | 0     | 0         | 0         | 0      | 0      | 38    | 5     |
| Норвич Сити       | Чемпионшип       | 2016/17          | 3    | 1    | 1     | 0     | 0         | 0         | 0      | 0      | 4     | 1     |
| Норвич Сити       | Чемпионшип       | 2017/18          | 44   | 14   | 5     | 1     | 0         | 0         | 0      | 0      | 49    | 15    |
| Норвич Сити       | Итого            | Итого            | 47   | 15   | 6     | 1     | 0         | 0         | 0      | 0      | 53    | 16    |
| Абердин           | Премьершип       | 2016/17          | 14   | 2    | 3     | 0     | 0         | 0         | 0      | 0      | 17    | 2     |
| Абердин           | Итого            | Итого            | 14   | 2    | 3     | 0     | 0         | 0         | 0      | 0      | 17    | 2     |
| Лестер Сити       | Премьер-лига     | 2018/19          | 36   | 7    | 2     | 0     | 0         | 0         | 0      | 0      | 38    | 7     |
| Лестер Сити       | Премьер-лига     | 2019/20          | 31   | 6    | 7     | 3     | 0         | 0         | 0      | 0      | 38    | 9     |
| Лестер Сити       | Премьер-лига     | 2020/21          | 31   | 8    | 5     | 1     | 6         | 2         | 0      | 0      | 42    | 11    |
| Лестер Сити       | Премьер-лига     | 2021/22          | 35   | 12   | 4     | 2     | 13        | 4         | 1      | 0      | 53    | 18    |
| Лестер Сити       | Премьер-лига     | 2022/23          | 30   | 10   | 2     | 0     | 0         | 0         | 0      | 0      | 32    | 10    |
| Лестер Сити       | Итого            | Итого            | 163  | 43   | 20    | 6     | 19        | 6         | 1      | 0      | 203   | 55    |
| Тоттенхэм Хотспур | Премьер-лига     | 2023/24          | 28   | 4    | 2     | 0     | 0         | 0         | 0      | 0      | 30    | 4     |
| Тоттенхэм Хотспур | Премьер-лига     | 2024/25          | 31   | 9    | 3     | 0     | 10        | 2         | 0      | 0      | 44    | 11    |
| Тоттенхэм Хотспур | Итого            | Итого            | 59   | 13   | 5     | 0     | 10        | 2         | 0      | 0      | 74    | 15    |
| Всего за карьеру  | Всего за карьеру | Всего за карьеру | 318  | 78   | 37    | 7     | 29        | 8         | 1      | 0      | 385   | 93    |

## Достижения

### Командные достижения
«Лестер Сити»
- Обладатель Кубка Англии: 2020/21
- Обладатель Суперкубка Англии: 2021

«Тоттенхэм Хотспур»
- Победитель Лиги Европы УЕФА: 2024/25

### Личные достижения
- Молодой игрок месяца Английской футбольной лиги: январь 2018
- Член «команды года» в Чемпионшипе по версии PFA: 2017/18
- Член «команды года» в Английской футбольной лиге: 2017/18
- Игрок сезона «Норвич Сити»: 2017/18